# Madden NFL '94
Madden NFL '94, i Japan utgivet som NFL Pro Football '94 (ej att förväxla med Sega' NFL Football '94 Starring Joe Montana), är ett amerikansk fotboll-spel från 1993, och det första i Madden NFL-serien med officiell NFL-licens, samt det första spelet i serien där man genom ett lösenordssystem kan spela en hel säsong  

### Fotnoter
1. ↑  ”Arkiverade kopian”. Arkiverad från originalet den 24 september 2009. https://web.archive.org/web/20090924004910/http://www.gamefaqs.com/console/snes/data/930709.html. Läst 7 maj 2014.
2. ↑  ”Arkiverade kopian”. Arkiverad från originalet den 12 december 2009. https://web.archive.org/web/20091212180042/http://www.gamefaqs.com/console/genesis/data/366823.html. Läst 7 maj 2014.